# Inocellia sinensis
Inocellia sinensis là một loài côn trùng trong họ Inocelliidae thuộc bộ Raphidioptera. Loài này được Navás miêu tả năm 1936.